# Kabinet (politiek)
Een kabinet is in de politiek een groep mensen die zitting hebben in een orgaan dat is ingericht om een land, provincie of andere staatsrechtelijke eenheid te besturen of regeren. Vaak vormt het kabinet binnen een democratische staat de uitvoerende macht. In Nederland bestaat het kabinet uit alle ministers en staatssecretarissen. Samen met de koning(in) vormen de ministers de regering, waarbij het staatshoofd onschendbaar is en de ministers de bestuurlijke en politieke verantwoordelijkheid dragen.

## Overzicht
In sommige landen, vooral die onder het Verenigd Koninkrijk ontwikkelde Westminster-systeem, is het kabinet in zijn geheel verantwoordelijk voor de beslissingen van de regering, vooral tegenover wetgevingen die worden voorgesteld door het parlement. In landen met een presidentieel systeem, zoals de Verenigde Staten, heeft het kabinet een functie als officiëel orgaan dat  het staatshoofd bijstaat. Het kabinet bestaat in dit systeem doorgaans uit vertegenwoordigers van regeringspartijen.
Bij de meeste overheden krijgen leden van een kabinet de titel van minister, en krijgt elke minister een ander ministerie toegewezen. 
De grootte van een kabinet kan variëren, maar meestal bestaat het uit zo’n tien tot twintig ministers.

## Oorsprong
Historisch waren cabinets kleine subgroepen van de Britse Privy Council. De term komt van het Engelse woord “cabinet”, de benaming voor een relatief kleine kamer waarin iemand zich even kan terugtrekken om te studeren of na te denken. Vanaf de 16e eeuw bestonden er vormen van een kabinet, dat toen vooral de functie had om advies te geven aan de koning. 

## Westminster-kabinet
Onder het Westminster-systeem zijn leden van een kabinet gezamenlijk verantwoordelijk voor alle beslissingen en het beleid van de regering. Alle ministers moeten dit beleid steunen, ongeacht privéredenen of eigen ideeën. In praktijk worden veel beslissingen echter ook genomen door andere takken van het kabinet. Aan het hoofd van het kabinet staat de Eerste Minister.
Het Westminster-kabinetssysteem wordt onder andere toegepast in Canada, Australië, Nieuw-Zeeland, India en andere Gemenebest van Naties-landen waarvan het parlementaire systeem sterk lijkt op dat van het Verenigd Koninkrijk.

## Oorlogskabinet
Een oorlogskabinet is een kabinet ten tijde van oorlog.
Soms wijkt een oorlogskabinet van een land uit naar een ander land (regering in ballingschap), zie bijvoorbeeld Londens kabinet.